# Josse Allard

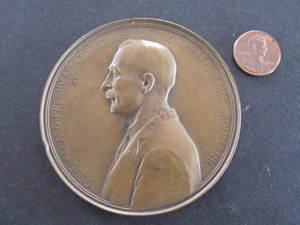
Josse Allard, gedenkpenning, 1917

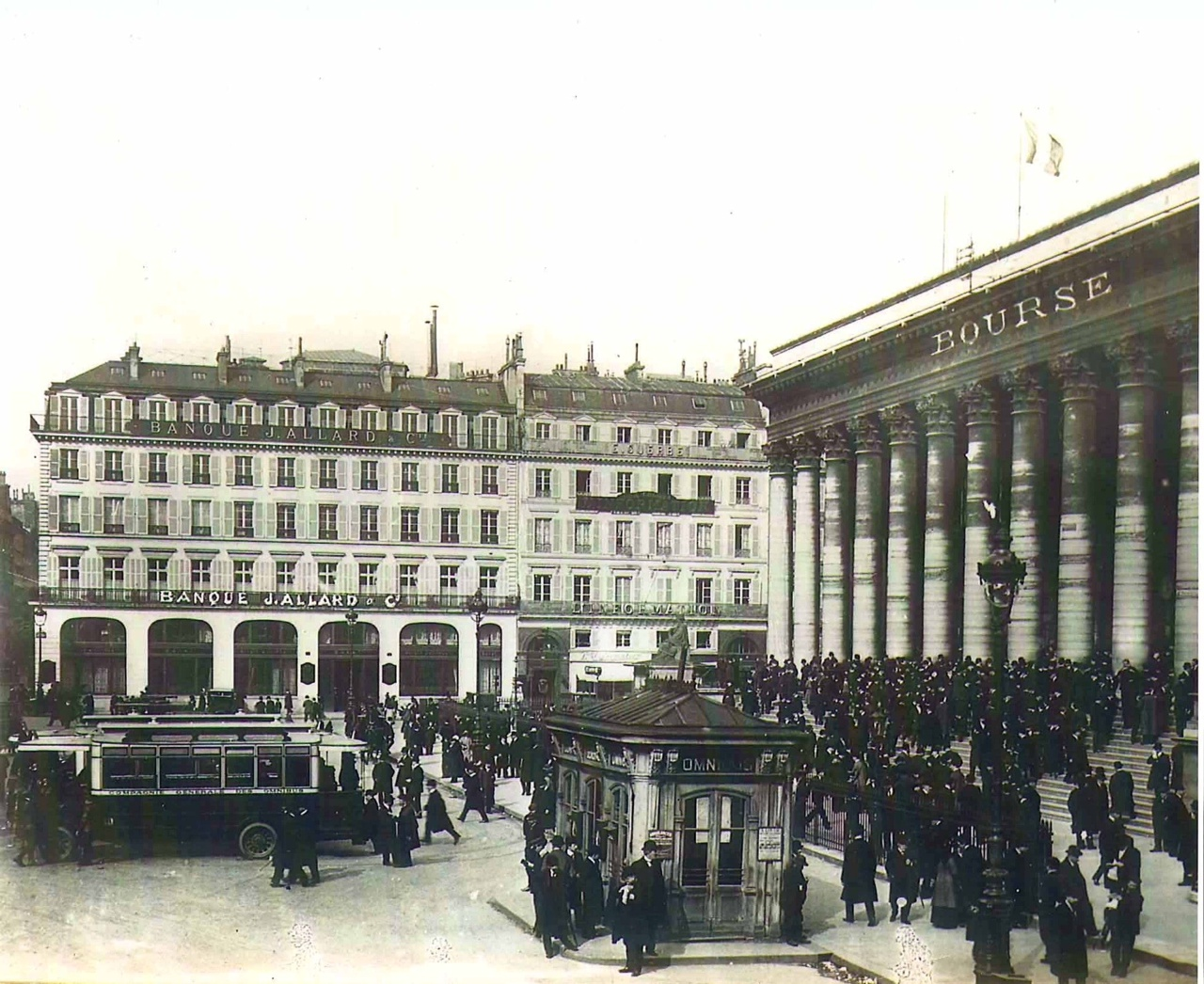
Zetel van de Banque Josse Allard in Parijs

Baron Josse Louis Victor Allard (Brussel, 9 mei 1868 - aldaar, 26 april 1931) was een Belgisch bankier en filantroop.

## Biografie

### Familie

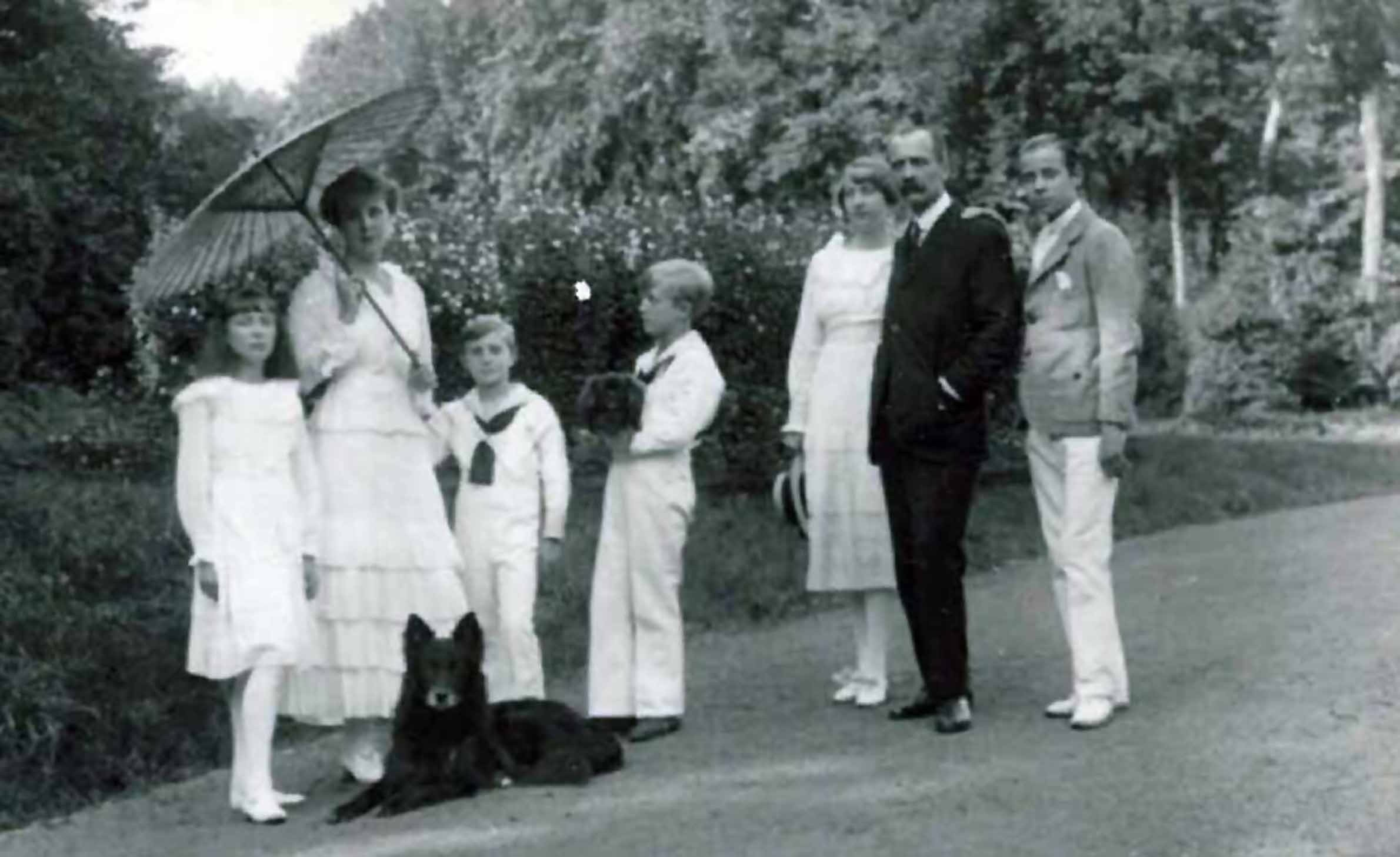
Het gezin Allard

Josse Allard was de zoon van Victor Allard, bankier, senator, vicegouverneur van de Nationale Bank van België en burgemeester van Ukkel, en Emma Faignart. Zijn grootouders waren Joseph Allard, muntmeester en bankier, en Louis Faignart, industrieel, gemeenteraadslid van Saint-Vaast, provincieraadslid van Henegouwen en volksvertegenwoordiger.
Hij trouwde in 1901 in Angleur met Marie-Antoinette Calley Saint-Paul de Sinçay (1881-1977), die uit de oude burgerlijke, Parijse familie Calley stamde. Haar vader was industrieel Adrien-Gaston Calley Saint-Paul de Sinçay. Ze kregen drie zoons en twee dochters:
- Suzanne Allard (1902-1987), trouwde in 1922 in Brussel met graaf Jacques de Lalaing (1889-1969), diplomaat, zoon van graaf Charles-Maximilien de Lalaing, diplomaat. Ze kregen twee zoons en twee dochters, met afstammelingen tot heden.
- Josse-Louis Allard (1903-1939), mijningenieur, trouwde in 1938 in Brussel met Salvadora Hedilla del Campo (1917-1940). Hij was voorbestemd om de familiale ondernemingen te leiden, maar stierf vroegtijdig en kinderloos.
- Colette Allard (1905-1982), trouwde in 1926 in Brussel met graaf Henri van der Noot, markies d'Assche (1902-1952). Ze kregen twee zoons, met afstammelingen tot heden.
- Antoine Allard (1907-1981), stichter en voorzitter van Oxfam België, trouwde in 1935 in Triëst met Elena Schott (1911-2001). Ze kregen een dochter, met afstammelingen tot heden.
- Olivier Allard (1910-1981), kunstverzamelaar en vermogensbeheerder, trouwde in 1936 in Parijs met Marguerite Ozil (1916-1988). Ze kregen drie zoons, met afstammelingen tot heden.

Hij was een neef van graaf Étienne Visart de Bocarmé en jhr. Albert Visart de Bocarmé.

### Bankier
In 1891 volgde Allard zijn oom Alphonse Allard, die de bank en andere financiële instellingen van de familie had geleid, op. Onder zijn leiding ontwikkelde de bank zich tot een belangrijke zakenbank die financiële ondersteuning gaf aan talrijke industriële initiatieven in België, in Belgisch-Congo en in andere landen.
Hij was ook, eveneens in opvolging van zijn oom, directeur van het Muntinstituut dat de Belgische munten produceerde. Naast de Belgische en Congolese munten sloeg men er ook munten voor heel wat andere landen en verwierf het Brusselse atelier een grote reputatie.

### Filantroop
Tijdens de Eerste Wereldoorlog speelde Allard een belangrijke rol binnen het Comité voor Hulp en Voedselvoorziening die afhing van de Commission for Relief in Belgium. Hij was ook vele jaren actief in het Nationaal Werk tot bestrijding van de tuberculosis. Het is omwille van die inspanningen dat hij in 1929 in de erfelijke adelstand werd opgenomen, met de bij eerstgeboorte overdraagbare titel van baron.